# Saint-Nicolas (Paso de Calais)
 Saint-Nicolas, también conocida como Saint-Nicolas-lez-Arras, es una población y comuna francesa, situada en la región de Norte-Paso de Calais, departamento de Paso de Calais, en el distrito de Arras y cantón de Arras-Nord.

## Demografía
| 1936 | 2402 | 4072 | 6224 | 6121 | 5659 |
| Para los censos de 1962 a 1999 la población legal corresponde a la población sin duplicidades (Fuente: INSEE [Consultar]) |      |      |      |      |      |